# Trường Sa (město)
Trường Sa je město na území Spratlyho ostrovů, které je nárokováno více státy (konkrétně Vietnamem, Čínou, Tchaj-wanem, Filipínami a Brunejí) ovšem území města Trường Sa je ovládáno Vietnamem. Vietnam řadí Trường Sa ke své provincii Khánh Hòa a k okresu Trường Sa, k němuž řadí všechny jím ovládané Spratlyho ostrovy a jehož je právě Trường Sa hlavním městem. K tomuto okresu patří kromě samotného města Trường Sa i vesnice Song Tử Tây a Sinh Tồn na ostrovech v okolí. Největší ostrov patřící k Trường Sa je Spratlyho ostrov (rozloha 0, 15km2).

## Historie

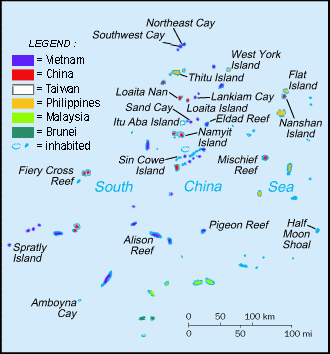
Mapa Spratlyho ostrovů, kde jsou vyznačeny některé ostrovy patřící k Trường Sa, konkrétně Spratlyho ostrov (Spratly island), Amboyna Cay, Alisonův útes (Alison reef) a Holubí útes (Pigeon reef)

V roce 1843 zahlédl Spratlyho ostrov (součást Trường Sa) britský mořeplavec Richard Spratly, po němž se jmenuje jak Spratlyho ostrov tak i Spratlyho ostrovy.
Ostrovy patřící k Trường Sa okupovala nejdříve Francie, poté Japonsko, poté Čínská republika a nakonec Vietnam, který je ovládá dodnes.
Dekretem číslo 65/2007/NĐ-CP z 11. dubna 2007 bylo Trường Sa prohlášeno městem.
V roce 2016 byl Spratlyho ostrov uměle rozšířen, aby zde mohlo být postaveno vojenské letiště s ranvejí o délce 1200 metrů.

## Popis
Město samotné leží na Spratlyho ostrově (vietnamsky: Đảo Trường Sa), kde byla založena vojenská základna s letištěm. Krom letiště je ve městě je přístav, škola, dům kultury, maják nebo pagoda. Kromě hlavního Spratlyho ostrova patří ještě k městu nespočet dalších menších ostrůvků v okolí, například: Amboyna Cay, Barque Canada Reef, Central London Reef, West London Reef, Pearsonův útes, East London Reef, Ladd, Cornwallisův jižní útes, Holubí útes, Alisonův útes a další.

## Pamětihodnosti
- Maják
- Pomník Ho Či Mina
- Obelisk
- Buddhistická pagoda[5][6]

## Galerie

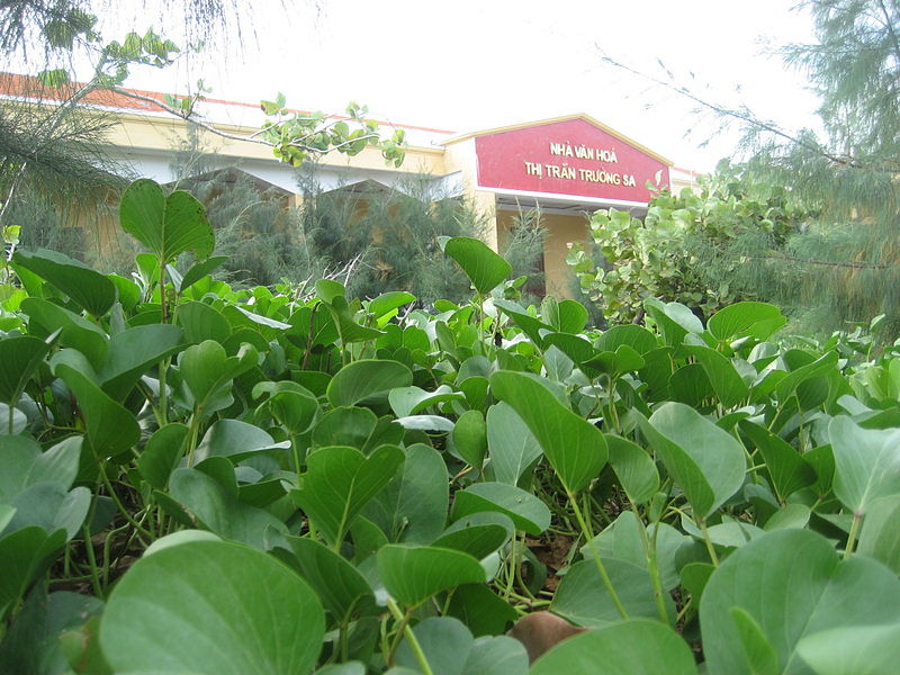
Dům kultury
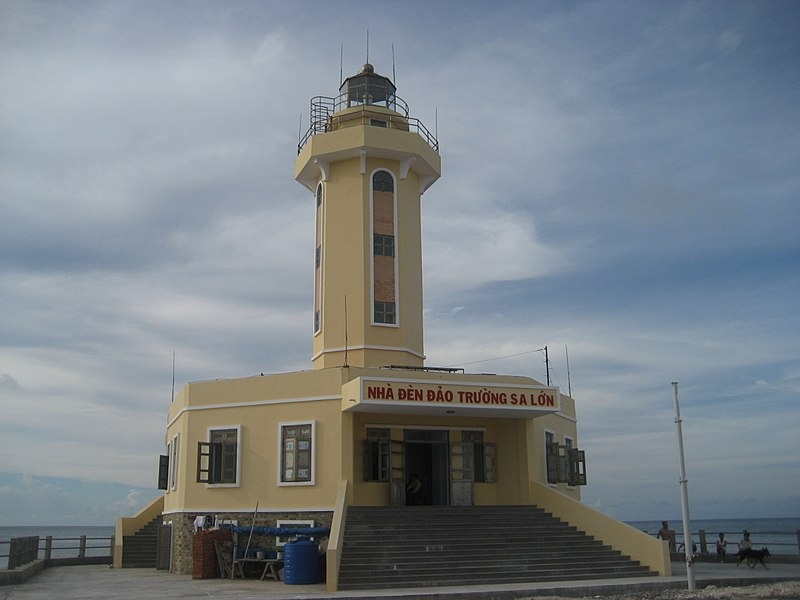
Maják
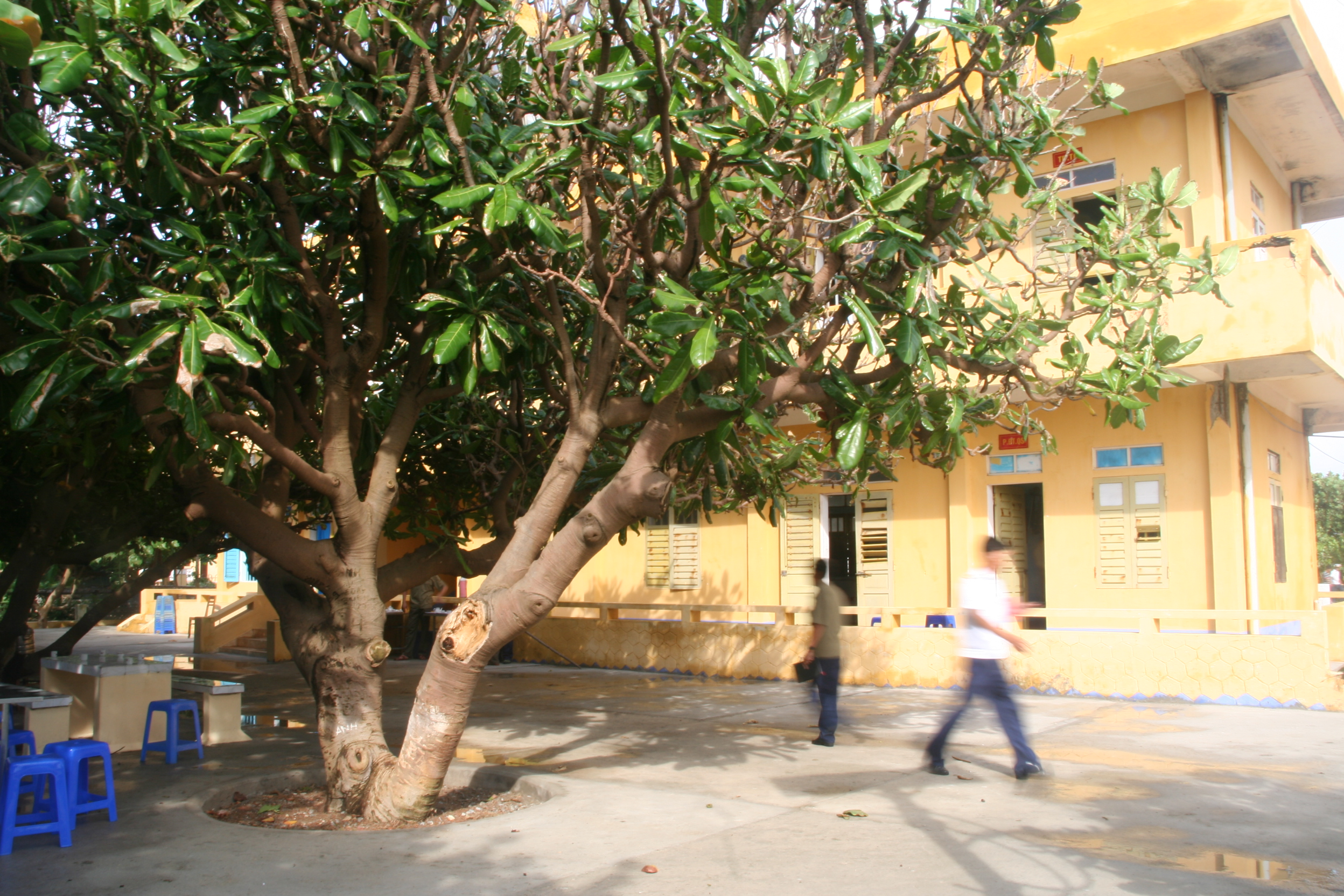
Ulice města
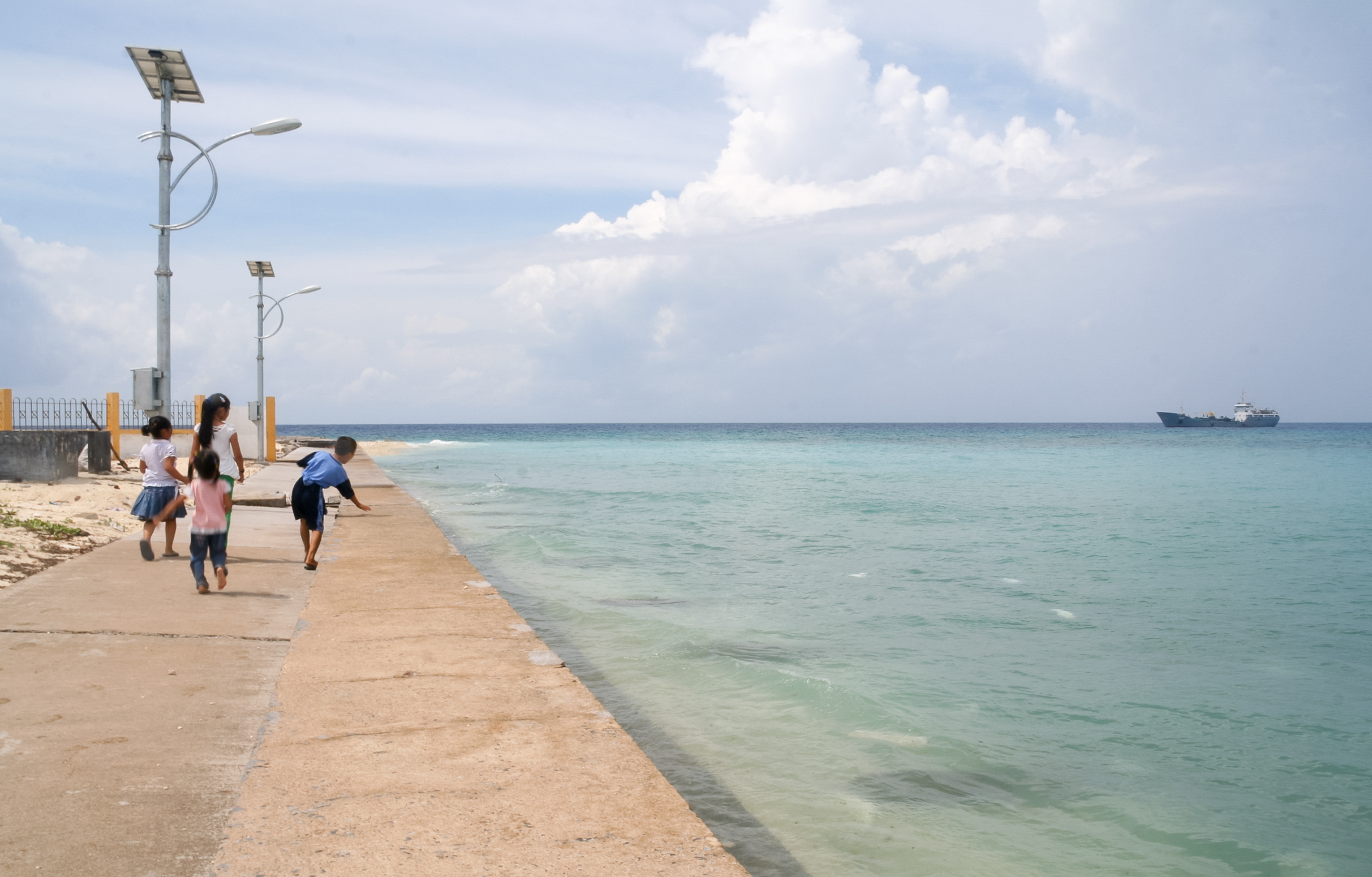
Pláž
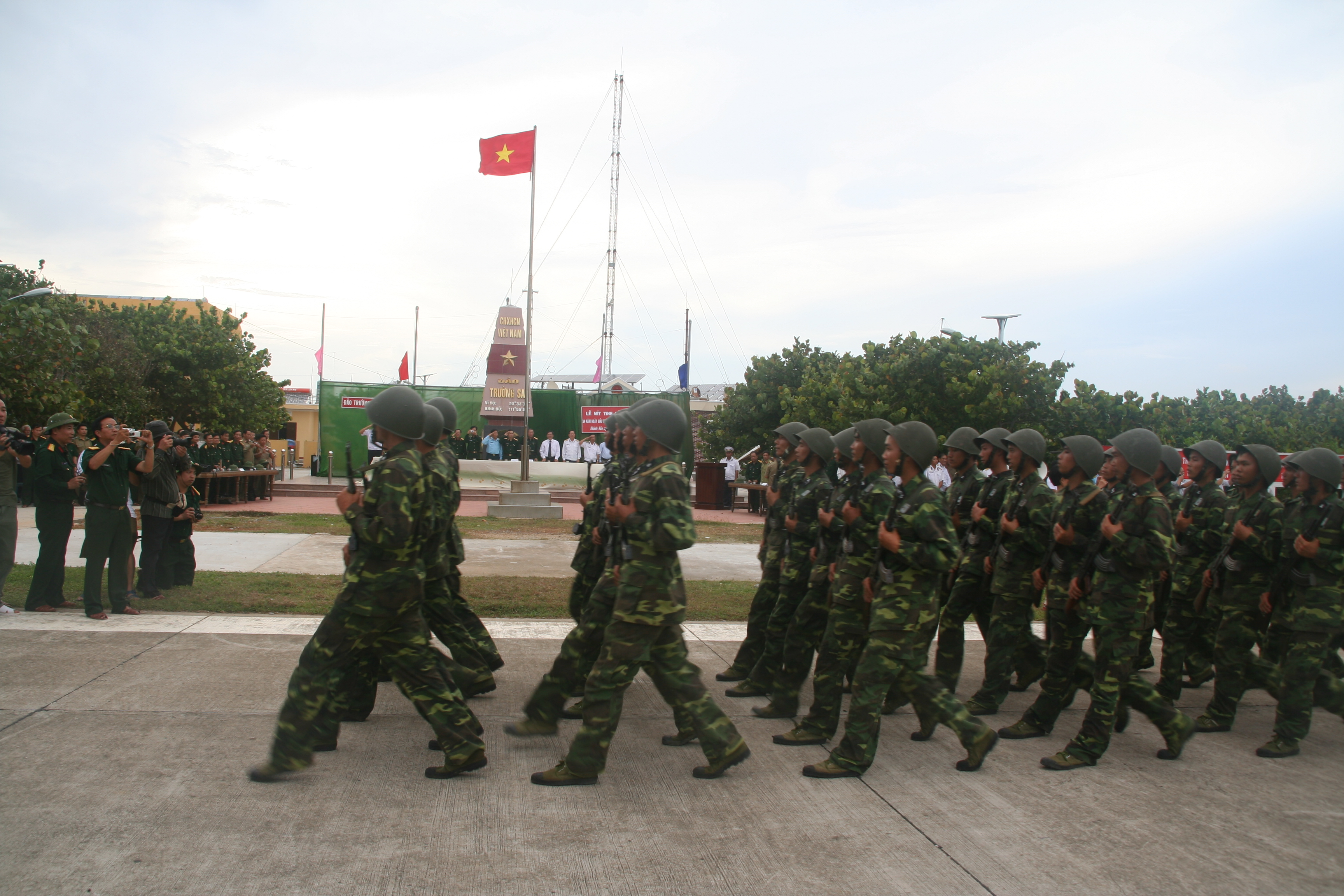
Vojáci Vietnamské armády na Spratlyho ostrově